# لاري أو. سبنسر
لاري أو. سبنسر (بالإنجليزية: Larry O. Spencer)‏ هو ضابط أمريكي، ولد في 1 أغسطس 1954 في واشنطن العاصمة في الولايات المتحدة.